# 実正寺 (川口市)
実正寺（じっしょうじ）は、埼玉県川口市にある真言宗智山派の寺院。

## 歴史
創建年代は不明である。ただ、1546年（弘治2年）寂の宥賢が中興していることから、それなりの古刹であることが推測される。
当寺の本尊は阿弥陀如来像である。作者は恵心僧都源信とも春日仏師ともいわれている。また隣には地蔵菩薩像があり、弘法大師空海の作といわれている。左手が欠損しているので、補修したものの、間もなく元の欠損したままの像になってしまった。これは「高僧の作品に凡夫たる仏師が修復したからだ」ということになり、そのままになっている。
また当寺は、鳩ヶ谷八景「五反田の落雁」に指定されており、その石碑が建てられている。

## 文化財
- 元弘三年銘阿弥陀一尊板碑（川口市指定有形文化財 昭和46年5月24日指定）[4]
- 寛文五年銘阿弥陀庚申塔（川口市指定有形文化財 昭和58年4月1日指定）[5]

## 交通アクセス
- 南鳩ヶ谷駅より徒歩3分。